# Приходько Ганна Іллівна
Га́нна Іллі́вна Прихо́дько (нар. 2 червня 1955 року, Харків) — мовознавець, доктор філологічних наук (2013), професор (2015). 

## Біографічні дані
Народилася 2 червня 1955 року в Харкові.
У 1977 року закінчила Запорізький педагогічний інститут. Працювала вчителем англійської та німецької мов. З 1981 року працює у Запорізькому університеті: з 2000 по 2007 — завідувач, з 2013 року — професор кафедри англійської філології та лінгводидактики.

## Наукова робота
Наукові дослідження: аксіопрагмалінгвістика, когнітивна лінгвістика, дискурсологія, концептологія (лінгвоконцептологія), лінгвокультурологія. Головний редактор журналу «Нова філологія» (з 2019 року). Член редколегій наукового журналу «Львівський філологічний часопис» та «Записки з романо-германської філології».
Авторка понад 100 наукових публікацій у вітчизняних та закордонних фахових виданнях, в тому числі монографій та навчальних посібників (13 монографій, з яких 5 одноосібних). Під її керівництвом захищено 6 кандидатських дисертацій. Член експертної ради МОН України з питань атестації наукових кадрів з філологічних наук та соціальних комунікацій.

### Основні праці
За ЕСУ:
- Способи вираження оцінки в сучасній англійській мові. — З., 2001;
- Категорія оцінки в контексті зміни лінгвістичних парадигм. — З., 2016;
- The Comparative Analysis of the English and German Term-‎Formation in the Legislative Documents (Based on the Schengen ‎Border Code) // International J. of Society, Culture and Language. — 2021. — № 9(3) (співавтор);
- Структурно-семантичні параметри стійких компаративних одиниць англійської мови. — З., 2022 (співавтор)[1].